# 科里科查湖 (塔賴區)
13°48′41″S 73°14′5″W / 13.81139°S 73.23472°W
科里科查湖（Quriqucha），是秘魯的湖泊，位於該國南部庫斯科大區，由卡爾卡省的塔賴區負責管轄，處於安塔科查湖和瓦喬科查湖西南面。